# پل مدیری (بوداپست)
پل مِدیِری (مجاری: Megyeri híd) پلی کابلی بر رود دانوب در بوداپست، پایتخت مجارستان است و بوداکالاس و اوی‌پشت را از طریق جزیرهٔ سِنت‌اِندره به هم وصل می‌کند. پل بخشی از کمربندی M0 است. هزینهٔ آن در پایان ساخت در ۲۰۰۸، حدوداً ۳۰۰ میلیون دلار برآورد شده است.

## نظرسنجی نام

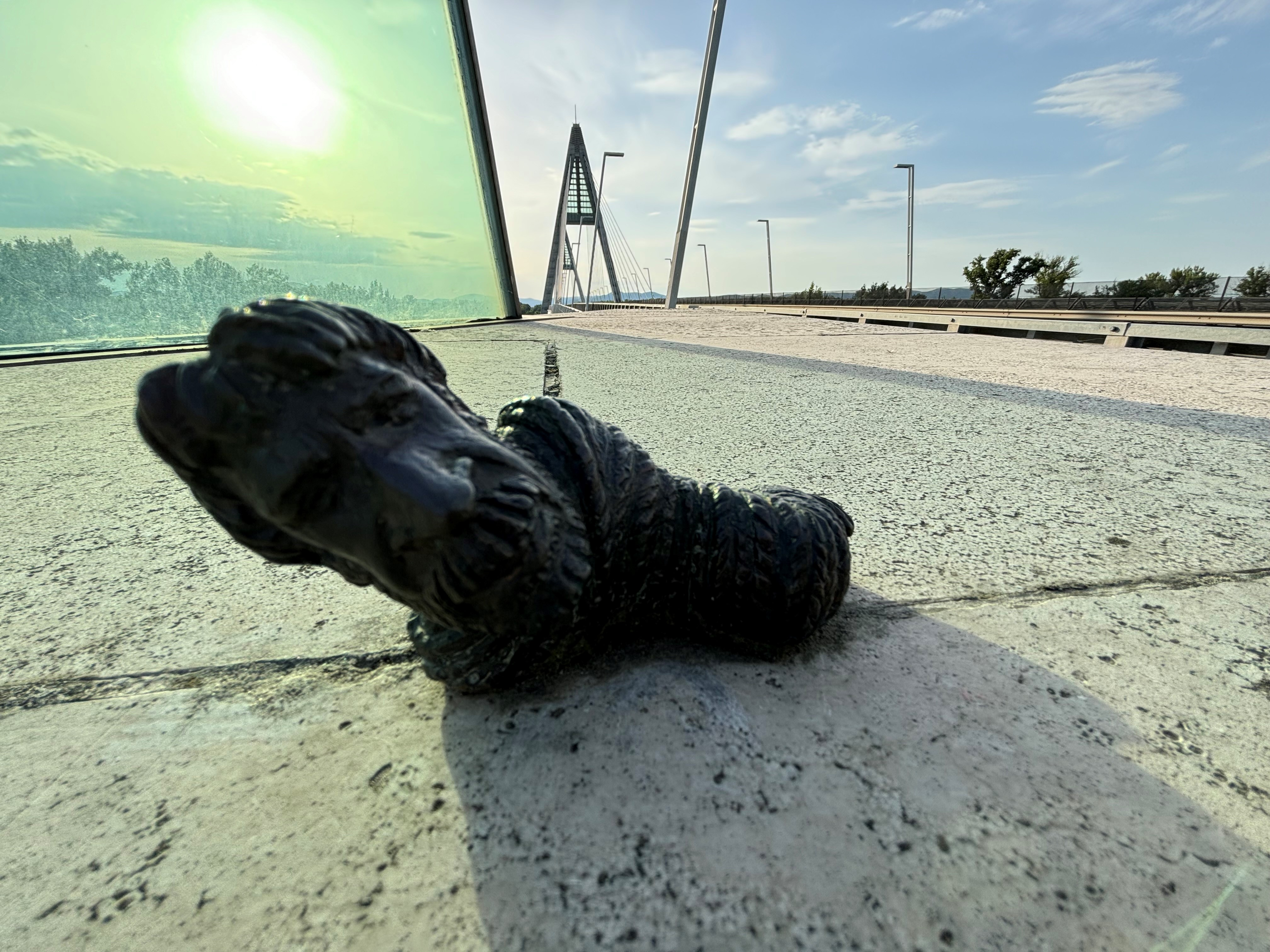
مجسمه مینیاتوری چاک نوریس طناب‌پیچ شده در سوی پشت - کار میهای کولودکو

وزارت اقتصاد و حمل‌ونقل مجارستان یک نظرسنجی عمومی را به صورت آنلاین سازماندهی کرد تا نام‌های احتمالی پل مورد بررسی قرار گیرد. نام چاک نوریس در اول اوت ۲۰۰۶ در صدر اسامی قرار گرفت. ۹ اوت استیون کلبر از تماشاچیان خود در برنامه تلویزیونی گزارش کلبر درخواست کرد که به جای چاک نوریس به او رأی دهند. روز پس از آن تعداد آراء ۲۳۰ برابر از چاک نوریس پیشی گرفت. ۲۲ اوت پل استیون کلبر با ۱۷ میلیون رأی (۷ میلیون بیش‌تر از جمعیت کل مجارستان) در صدر آراء، از پل زرینی به نام یکی از قهرمانان ملی مجارستان، میکلوش زرینی با ۱۴ میلیون رأی پیشی گرفت. سفیر وقت مجارستان در آمریکا اعلام کرد که نام کلبر برندهٔ نهایی رأی‌گیری است، اما نام باید از شخصی مجار و متوفی انتخاب شود. سرانجام نام مِدیِری به دلیل این‌که دو محلهٔ بوداپست: کاپوستاش‌مِدیِر در ناحیهٔ ۴ و بکاش‌مدیر در ناحیه ۳ را به هم وصل می‌کند، برگزیده‌شد.